# Pseudaulacaspis ernesti
Pseudaulacaspis ernesti är en insektsart som beskrevs av Miller och Gimpel 2002. Pseudaulacaspis ernesti ingår i släktet Pseudaulacaspis och familjen pansarsköldlöss.
Artens utbredningsområde är Sri Lanka. Inga underarter finns listade i Catalogue of Life.